# 平川 (青森県)

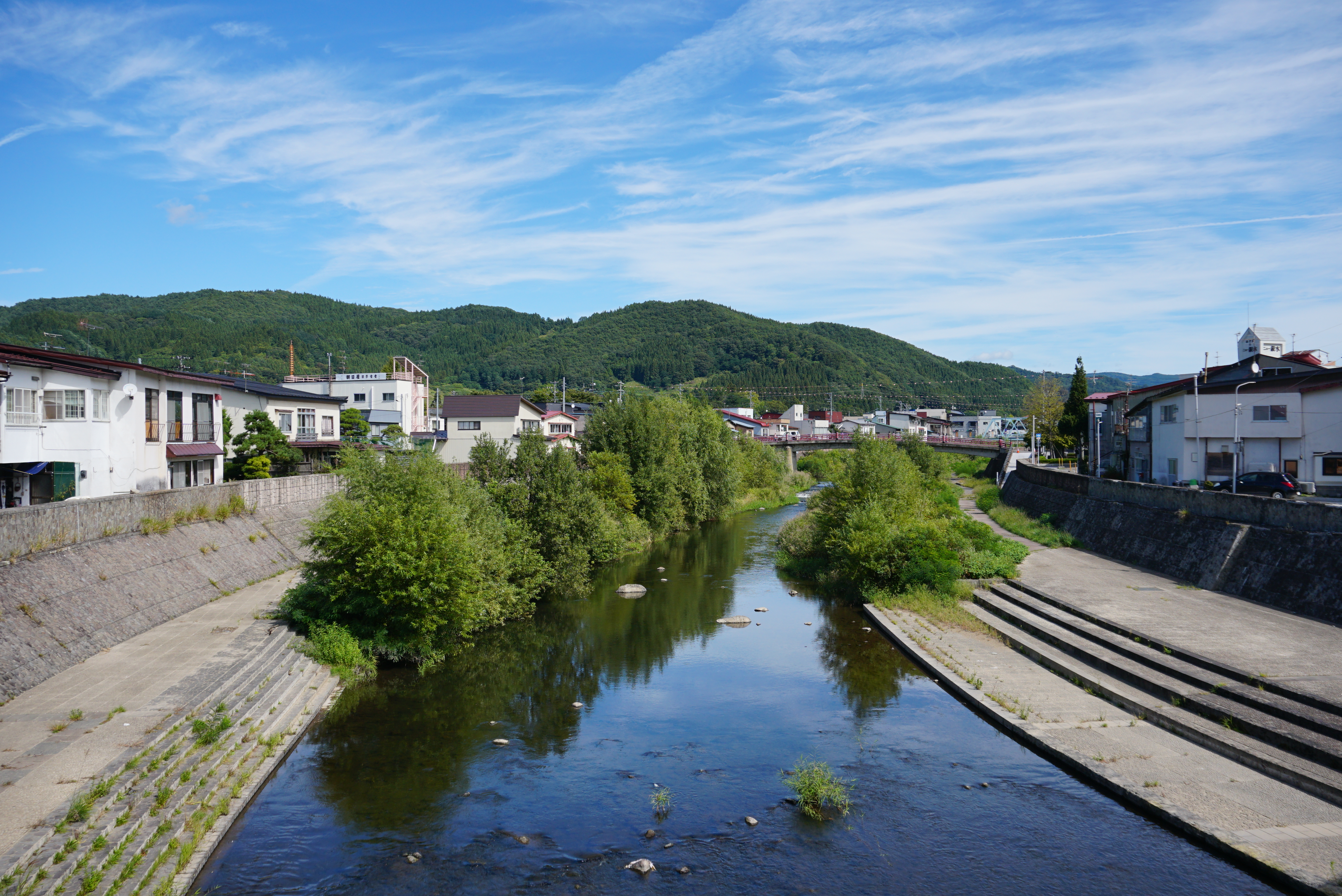
大鰐町にて（2019年9月）

平川（ひらかわ）は、青森県南部を流れる岩木川水系岩木川支流の一級河川である。一級河川の指定延長36.8km、流域面積は827.2km2。

## 地理
青森県平川市の坂梨峠西麓に源を発し、遠部ダムを経て上流部（平川市碇ヶ関地区）で相乗沢や津刈川、中流部大鰐町で虹貝川や三ツ目内川、下流部平川市（平賀地区）での引座川等の主だった支流を集め、津軽平野南部を概ね北西に流れる。弘前市の東側境界を成し、弘前市と藤崎町との境で岩木川に合流する。

## 河川施設
下流より記載
- 早瀬野ダム（大鰐町）
- 久吉ダム（平川市）
- 遠部ダム（平川市）

## 流域の自治体
青森県
平川市、南津軽郡大鰐町、弘前市、平川市、南津軽郡田舎館村、藤崎町

## 主な橋梁
- 藤崎橋 - 県道131号線
- （水管橋）
- 平川橋 - 国道7号線
- 豊平橋 - 県道41号線、弘前環状線
- 第一平川橋梁 - ＪＲ奥羽本線
- 境橋 - 県道268号線
- 弘南大橋 - 国道102号線
- 新大豊橋 - 県道109号線
- 大豊橋
- 平川橋梁 - 弘南鉄道弘南線
- 館田橋 - 県道144号線
- 弘前大橋 - 国道7号線
- アップル大橋 - 県道13号線
- 御幸橋 - 県道260号線
- 平川橋梁 - 弘南鉄道大鰐線
- 森山大橋
- 宿川原大橋
- 第二平川橋梁 - ＪＲ奥羽本線
- 虹の大橋
- 羽黒橋 - 県道202号線
- 夏沢橋
- 相生橋 - 県道201号線
- 中の橋
- 青柳橋
- 苦木観音橋
- 福島橋 - 国道7号線
- 第三平川橋梁 - ＪＲ奥羽本線
- 平川橋 - 東北自動車道
- 上平川橋 - 東北自動車道
- 不動橋
- 松原橋
- 河鹿橋
- 十六夜橋
- 三笠橋
- 朝霧橋
- 番所橋 - 国道7号線
- 第五平川橋 - ＪＲ奥羽本線
- 第六平川橋 - ＪＲ奥羽本線
- 追分橋

## 流域の観光地
- 碇ヶ関温泉郷
- 大鰐温泉
- はくちょう広場（藤崎町。岩木川への合流地点手前）